# Pholcus phungiformes
Espèce
Pholcus phungiformes est une espèce d'araignées aranéomorphes de la famille des Pholcidae.

## Distribution
Cette espèce est endémique de Russie. Elle se rencontre dans le kraï du Primorie et l'oblast de Sakhaline.

## Description
Le mâle étudié par Huber en 2011 mesure 5,1 mm.

## Publication originale
- Oliger, 1983 : New species of spider families (Pholcidae, Clubionidae, Agelenidae) from the Lazovsky State Reserve. Zoologicheskii zhurnal, vol. 62, no 4, p. 627-629.